# Булиње (Горња Саона)
Булиње (фр. Bouligney) насеље је и општина у источној Француској у региону Франш-Конте, у департману Горња Саона која припада префектури Лир.
По подацима из 2011. године у општини је живело 429 становника, а густина насељености је износила 30,21 становника/km². Општина се простире на површини од 14,2 km². Налази се на средњој надморској висини од 250 метара (максималној 357 m, а минималној 231 m).

## Демографија
| 1962. | 1968. | 1975. | 1982. | 1990. | 1999. | 2011. |
| ----- | ----- | ----- | ----- | ----- | ----- | ----- |
| 430   | 463   | 418   | 454   | 481   | 431   | 429   |

График промене броја становника у току последњих година